# Operația Eagle Claw
Operațiunea Eagle Claw ("gheara vulturului"), numită și Operation Evening Light ("lumina serii"), a fost o operațiune militară a SUA care a avut loc în data de 24 aprilie 1980. Obiectivul operațiunii a fost eliberarea a 53 persoane americane cu status diplomatic ținuți ostatici în ambasada Statelor Unite din Teheran în urma luării de ostatici din Teheran din 4 noiembrie 1979. Operațiunea a fost un eșec și ostaticii au fost eliberați doar în ianuarie 1981 după 444 de zile de la ocuparea ambasadei, în urma tratativelor duse între SUA și Iran.

## Evenimentele premergătoare
În Teheran, în data de 4 noiembrie 1979 la ora 11:30 circa 400 de studenți ai grupării Daneshjuyane Khate Emam au asaltat și ocupat ambasada Statelor Unite. Cele 90 de persoane din încinta ambasadei au fost declarați prizonieri pentru a forța SUA de a extrăda fostul Padișah al Persiei Mohammad Reza Pahlavi care se afla în New York City sub tratament într-o clinică. Statele Unite au refuzat extrădarea.
În timpul neliniștilor primelor zile, șase americani au reușit să scape și să se refugieze în ambasada Canadei; ei au putut părăsi Iranul mai tîrziu folosind pașapoarte false. 13 ostatici - femei și afro-americani - au fost eliberați în data de 19 noiembrie la ordinul Ayatollahului Ruhollah Khomeini. 52 de persoane au rămas în continuare prizonieri. Sancțiuni economice, represiuni diplomatice și rezoluții ale Consiliului de securitate al ONU au rămas fără efect în următoarele luni.

## Opțiunea militară
În martie 1980 planurile și exercițiile pentru o posibilă intervenție militară limitată erau atât de avansate, încât conducerea militară a SUA a putut prezenta președintelui Jimmy Carter opțiuni militare. Acest lucru s-a întâmplat la Camp David în data de 22 martie. Consilierul de securitate Zbigniew Brzeziński coordonase planificările pentru o eventuală intervenție cu înalți ofițeri de-a lungul lunilor anterioare, tinând cont de strategia politica a lui Carter, care dorea să evite un război cu Iranul. În 11 aprilie Carter a decis pornirea operațiunii secrete; numele de cod pentru operațiune fiind Eagle Claw. Ca termen de execuție a fost fixat cea mai apropiată dată posibilă, 24 aprilie 1980. În data de 16 aprilie conducerea militară a confirmat că Eagle Claw va putea avea loc. Carter a intervenit însă asupra planului, interzicînd atacuri aeriene cu patru aeronave AC-130H Spectre (gunship) pentru a reduce pierderi de vieți iraniene și pentru a evita o declarație de război din partea Iranului. În afară de asta, Carter a precizat că nu va interferi în timpul acțiunii dar că dorește să fie informat asupra tuturor evenimentelor.

## Planificări

### Obiective
Obiectivele strategice și operative ale operațiunii Eagle Claw au fost definite cum urmează: 
- Obiectiv strategic: Salvarea tuturor ostatici americani în Iran
- Obiective operative:

1. Asigurarea bazei de aprovizionare cu carburant și de transfer Desert One
2. Asigurarea bazei de transfer Desert Two
3. Asigurarea Figbar și ascunzătorii din wadi
4. Asaltul ambasadei si asigurarea a cincizeci de ostatici
5. Asaltul ministerului de externe și securizarea a trei ostatici
6. Asigurarea aeroportului Manzariyeh
7. Retragerea tuturor forțelor din Teheran și Manzarieh

### Planul
Operațiunea a fost prevăzută ca o acțiune complexă în două nopți. Opt elicoptere grele de transport de tip 
RH-53D Sea Stallion urmau să decoleze de pe portavionul USS Nimitz (CVN-68) care se afla în ape internaționale în Golful Persic. Șase avioane de transport Lockheed C-130 Hercules, din care trei cu trupe Delta Force, doi traducători de farsi/ghizi și echipament la bord iar celălalte trei adaptate pentru transport de combustibil urmau să decoleze de pe Insula Masirah, Oman. Atît avioanele de transport cât și elicopterele urmau să pătrundă în spațiul aerian iranian zburând la altitudine joasă pentru a evita sa fie detectate de radar iranian, toate îndreptându-se către locul desemnat Desert One - ca și elicopterele - și unde aveau să aterizeze. Trupele aveau să asigure perimetrul în timp ce cele trei avioane cu combustibil urmau să umple rezervoarele de combustibil ale elicopterelor. După aceea elicopterele aveau să zboare cu trupele la bord spre punctul Desert Two în apropiere de Teheran, unde doi agenți americani aveau să-i întâmpine și unde aveau să se ascundă într-un wadi pînă noaptea următoare. Elicopterele urmau să se ascundă în spatele unui deal din apropiere, într-un loc cu numele-cod Figbar. Între timp, avioanele de transport urmau să se întoarcă la baza din Oman.
În noaptea a doua era prevăzut ca cele șase avioane C-130 Hercules cu US Army Rangers la bord să zboare la aeroportul Manzariyeh la 50 km sud de Teheran, și să ocupe aeroportul. Sub protecția nopții soldații Delta Force urmau să elibereze ostaticii și să-i escorteze la un stadion în apropierea ambasadei, de unde elicopterele aveau sa-i transporte la aeroportul Manzariyeh ținut de rangers. Între timp avioane mari de transport de tip Lockheed C-141 Starlifter ar sosi la Manzariyeh pentru a lua ostaticii la bord și a părăsi Iranul sub escorta unor avioane de vânătoare. Elicopterele aveau să fie distruse înainte de retragerea trupelor.
Revista iraniană Modjahed 6/1980 relatează alte elemente ale planului american: că personalul bazei aeriene Maschhad fusese trimis în permisie, că stația radar de la Babolsar fusese stinsă cu câteva zile înainte și că luminile stadionului Amdjadijeh (azi Shahid Shiroudi) fuseseră aprinse toată noaptea.

## Desfășurarea Operației

### Operație pregătitoare
În data de 31 martie 1980 a avut loc o operație secreta a CIA care avea ca scop explorarea și prepararea unei baze provizorii pentru aprovizionarea cu combustibil a elicopterelor, Desert One. Trei agenți au pătruns în Iran cu un avion mic și au aterizat pe șoseaua Yazd-Tabas unde aceasta traversează deșertul de sare Posht-e Badam. Au luat probe de sol și au plantat o serie de balize mici pe marginea șoselei, invizibile ziua, dar care puteau fi activate să lumineze printr-un semnal radio. Indicatorii urmau să marcheze "pista de aterizare" cîteva săptămâni mai târziu.

### Eagle Claw

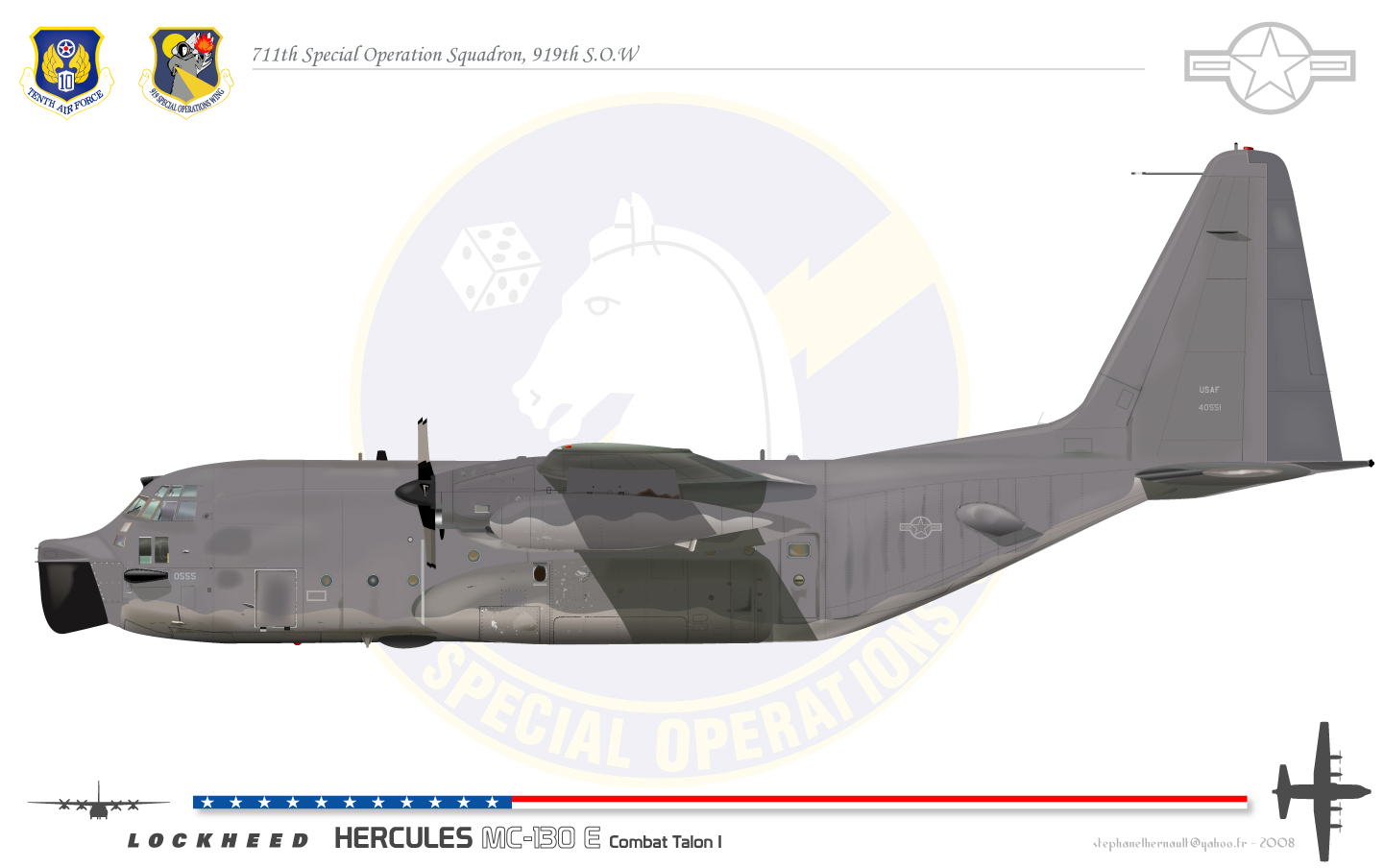
MC130E Combat Talon (desen)

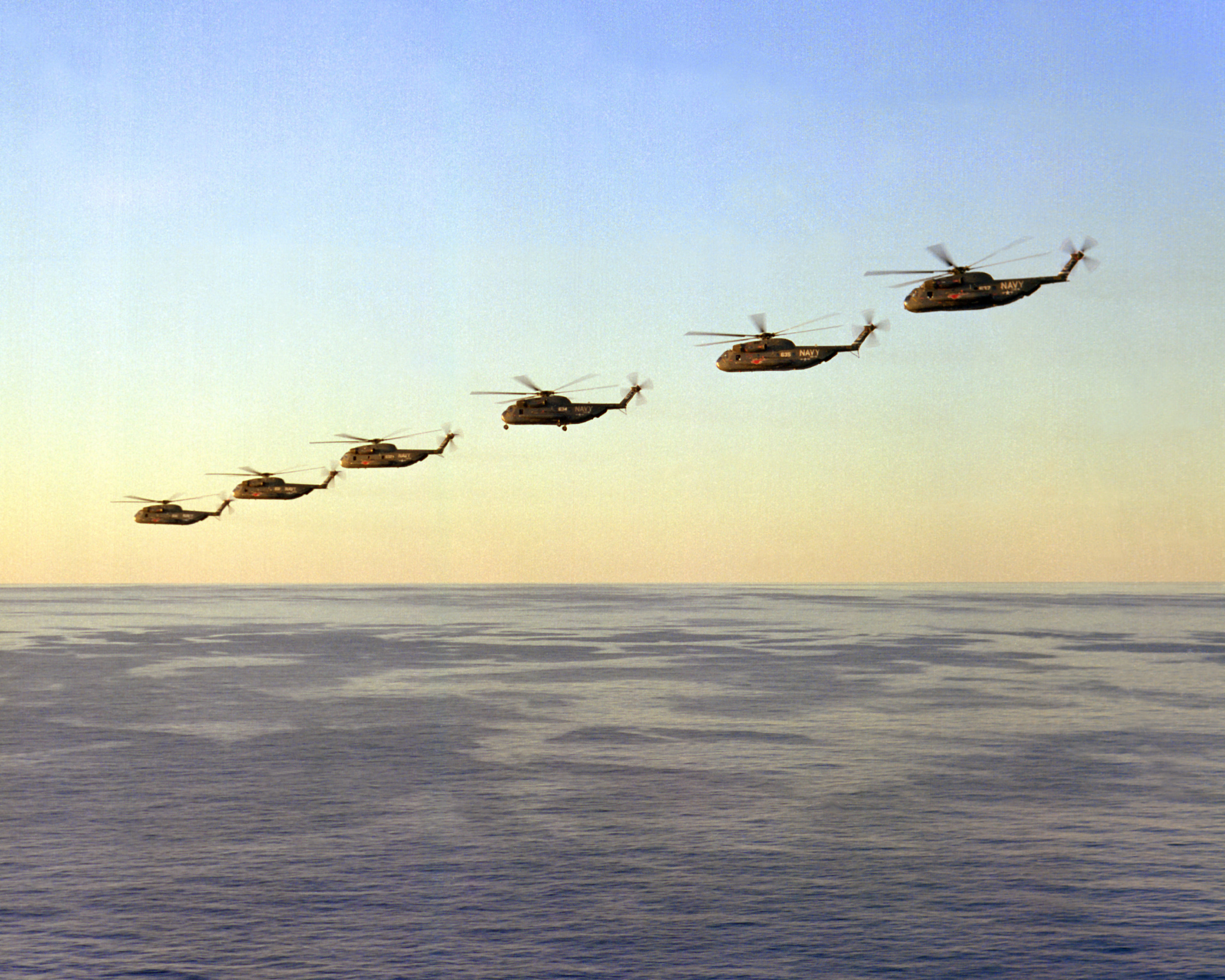
Șase din cele opt elicoptere RH-53D Sea Stallion la începutul misiunii, după ce au decolat de pe USS Nimitz

În seara zilei de 24 aprilie 1980 la ora 18:00 (timp local) trei avioane MC-130E Combat Talon cu trupe și echipament, și trei avioane EC-130E Hercules cu rezervoare mari suplimentare pline de carburant au decolat de pe o bază aeriană din Sultanatul Oman și s-au îndreptat spre nord. Cele trei Combat Talon (specializate pentru operații acoperite / asalt) aveau la bord trupe speciale Delta Force, trupe de elită army rangers, trupe speciale de asalt Green Berets, personal de control de batalie a USAF, doisprezece șoferi, și doi traducători de farsi care aveau să joace și rol de ghizi. Soldații Delta Force erau prevăzuți pentru eliberarea ostaticilor din ambasadă; soldații Green Berets erau special antrenați pentru eliberarea celor trei ostatici din ministerul de externe. În aviunul care urma să ajungă primul la Desert One se afla și un jeep cu mitralieră și două motorciclete. Trupele din acest avion erau amestecate și aveau sarcina de a asigura locația Desert One pînă la încheierea aprovizionării cu combustibil a elicopterelor și abandonarea bazei.
Task Force 70, constituită din două grupuri navale de bătălie cu portavioanele USS Coral Sea și USS Nimitz, precum distrugători și fregate, se afla în Golful Oman. La ora 19.05 opt elicoptere grele de transport RH-53D Sea Stallion au decolat de pe platforma portavionului USS Nimitz și au zburat și ele spre nord, spre coasta iraniană, având același țel ca și cele 6 avione, baza provizorie Desert One. Elicopterele nu aveau decât echipajele de zbor la bord; trupele aveau să vină la bord la punctul Desert One. Pînă la traversarea coastei iraniene au zburat la foarte joasă altitudine (30 m) pentru a evadarea radarului iranian. La traversarea Munțiilor Zagros trebuia urmat profilul terenului, evitat munți. Piloții schimbau rolurile fiecare jumătate de oră - unul pilota, celălalt citea instrumentele și naviga.
Între timp și avioanele urmau profilul terenului zburând la circa 130 m deasupra solului. Unul din avioane, un Combat Talon cu comandantul grupului de avioane o luase înainte, astfel încât să ajungă cu o oră înaintea celorlale avioane la Desert One. Obiectivul era de a ateriza și asigura baza cu trupele pe care le avea la bord, înaintea sosirii celorlalți. Ceva după ora 21:00 a traversat o zonă de praf și nisip suspendat ca o ceață, fenomen cunoscut în Iran ca habub, un fel de furtună de nisip care poate ridica nisipul pînă la 900 m. Comandantul nu a putut însă avertiza elicopterele deoarece erau obligați să păstreze liniște radio absolută pentru a nu fi detectați înainte de timp.
În jurul orei 21:30, elicopterul numărul șase a pierdut presiune de azot în una din cele șase aripi ale rotorului și a fost forțat să aterizeze, deoarece consta pericolul ca aripa să se rupă, ceea ce ar fi cauzat prăbușirea. Păstrând tăcerea radio, elicopterul opt a aterizat și el. Elicopterul defect a fost golit de materiale secrete și abandonat fără a fi distrus, iar echipajul luat la bordul elicopterului opt, care după aceea a ajuns din urmă restul elicopterelor.

#### Habub

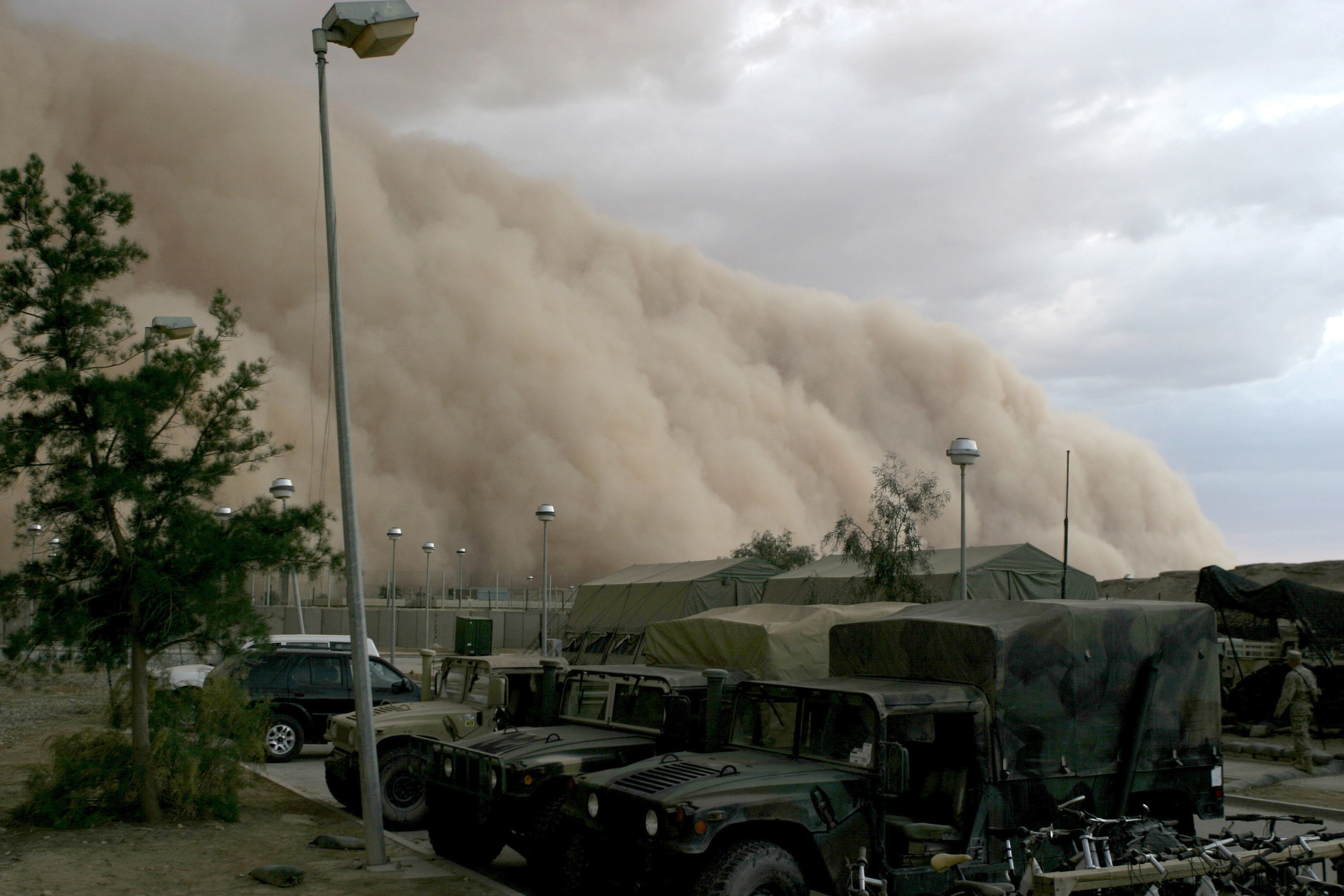
Un habub apropiindu-se, Al Asad, Iraq, 27 aprilie 2005

Pe la orele 22:30 elicopterele au intrat în prima furtună de nisip. Trebuiau să zboare la foarte joasă altitudine deasupra solului de teama radarului, ceea ce în condițiile de habub era extrem de dificil și obositor. Praful a pătruns în cockpituri, acoperind instrumentele și ochelarii de viziune nocturnă, ridicând temperatura și obligând piloții să zboare mult mai încet și prudent, întârziindu-i. Datorită vizibilității extrem de reduse, elicopterele nu au mai putut menține formația rombică în care zburaseră și doua elicoptere au pierdut contactul cu celelate. Cam o oră după primul habub, piloții istoviți atât fizic cât și mental au constatat cu groază o a doua furtună de nisip. Elicopterul cinci începea să aibă probleme tehnice (supraîncălzire), piloții au pierdut orientarea și contactul cu formațiunea. Pilotul a hotărît să se întoarcă (neștiind că un elicopter deja fusese abandonat), deoarece credea că nu va putea găsi Desert One. Cu greu a reușit să ajungă înapoi la bordul USS Nimitz, și numai pentru că portavionul îi venise în cale.
Se consideră că expunerea la fenomenul habub (fenomen necunoscut piloților americani) a fost poate factorul decisiv care a dus indirect la eșecul misiunii.

#### Desert One
Primul avion Combat Talon a ajuns în apropiere de Desert One în jurul orei 22:00. Nu a putut ateriza imediat deoarece se mișcau câteva vehicole pe șosea. Balizele indicatoare au fost activate prin radio și la a treia apropiere șoseaua era liberă și avionul a aterizat. Trupele de la bord s-au desfășurat imediat, și jeepul și motorcicletele au fost descărcate. Avionul se afla încă pe șosea cînd s-a apropiat un autobuz. Acesta a fost oprit cu cîteva gloanțe în radiator și un cauciuc, iar pasagerii, 44 de pasageri înfricoșați, mai ales bătrâni și copii au fost luați prizonieri. Nu mult după aceasta s-au apropiat dinspre vest un camion-cisternă și o mașină mică în viteză. Unul din soldații al echipei de gardă a lansat o grenadă ușoară anti-tanc asupra lui. Camionul a explodat, dar șoferul a reușit să scape infernului și să fugă cu mașina care urmase camionul.

#### Eșec
În jurul orei 23:00 au ajuns cele cinci avioane și au aterizat fără probleme. Trupele au debarcat și s-au făcut pregătirile pentru aprovizionarea elicopterelor. Dar acestea erau întîrziate. Elicopterele mai aveau de zburat la Desert Two, aproape de Teheran în noaptea aceasta. Trebuiau să ajungă cel târziu la 05:30, când se lumina de zi. Primul elicopter a ajuns la ora 00:15 și restul urmau unul cîte unul. După ce toate elicopterele aterizaseră, s-a constatat că elicopterul doi avea probleme ireparabile la fața locului cu hidraulica. 
Încă în stadiul de planificare toți comandanții implicați agreaseră că șase elicoptere ar fi minimum cu care s-ar mai putea efectua misiunea. Deoarece acum nu mai rămaseră decât cinci, s-a luat contact radio cu Washington, și la ora 01:57 s-a hotărât a opri operațiunea și de a se retrage, lăsând deschisă posibilitatea (improbabilă) de a reveni cu o nouă încercare peste cîteva zile.

#### Catastrofa

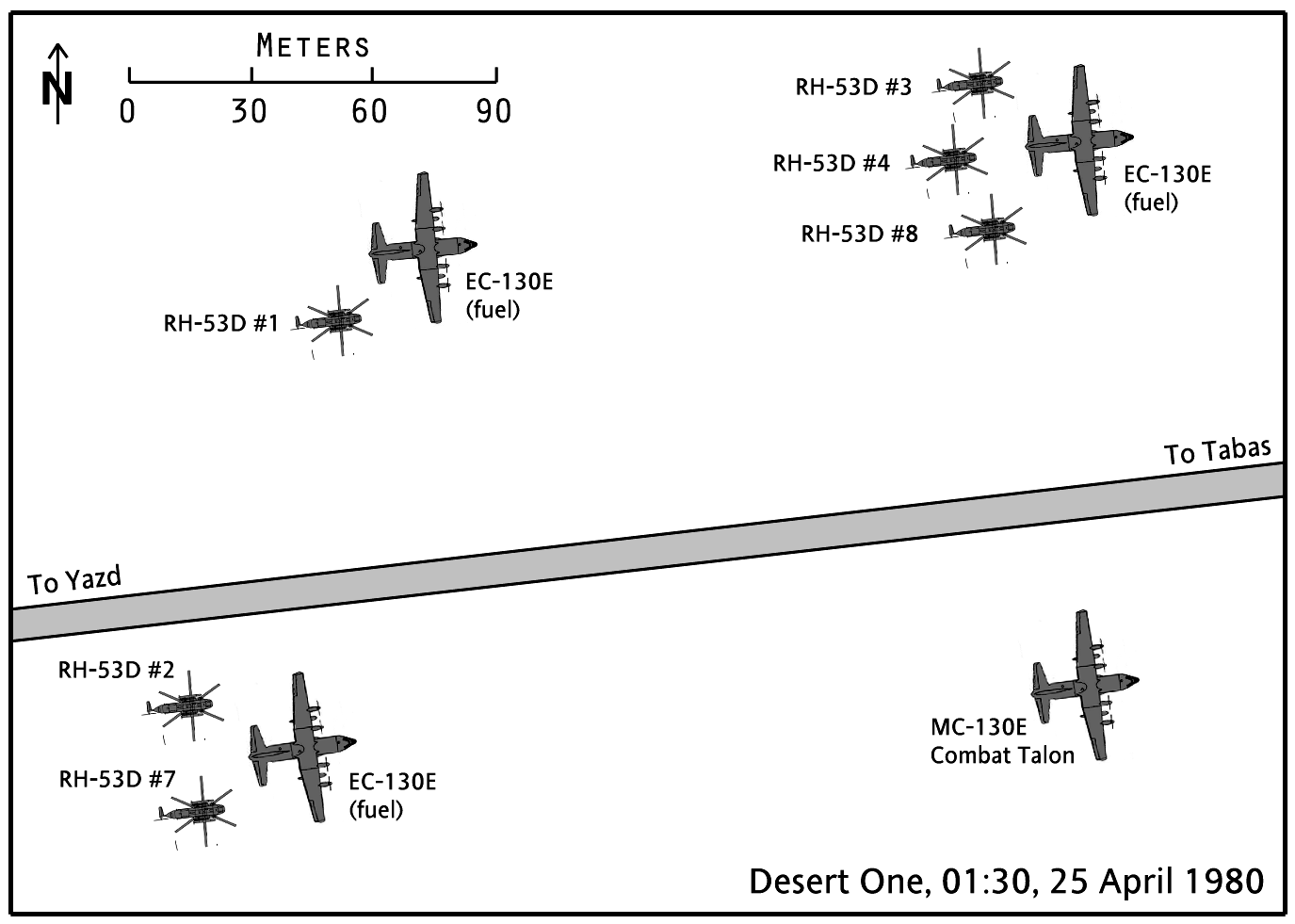
Pozitiile aeronavelor la Desert One la ora 01:30 în 25 aprilie 1980, înainte de catastrofă

Comandantul elicopterelor a ordonat întoarcerea elicopterelor la portavion. Dar elicopterul patru mai avea nevoie de combustibil și pentru a-l aproviziona, trebuia repoziționat elicopterul unu. Elicopterul și-a pornit motoarele, s-a ridicat ușor începând să se îndepărteze de avionul care-l aprovizionase, dar atunci s-a ridicat un nor de nisip și elicopterul a atins cu aripile rotorului aripa avionului, s-a înclinat, au sărit scântei și s-a creat o explozie urmată de flăcări. Unele persoane au putut fi salvate cu arsuri, opt persoane au murit. S-a creat un haos și datorită faptului ca muniția de mitralieră de la bordul aeronavelor începea să puște. Elicopterele pe partea de nord a șoselei au fost abandonate în panică, inclusiv material secret, parțial încă cu turbinele aprinse. Elicopterele doi și șapte erau la distanță sigură pe partea sudică a șoselei, și ele s-au întors la USS Nimitz. Toate persoanele care mai erau la fața locului s-au înghesuit în avioane. Ultimul avion a decolat la ora 02:55 în data de 25 aprilie 1980.

## Literatură
- Daniel P. Bolger - Americans at War. 1975-1986, an Era of Violent Peace, Presidio Press, 1988, Novato CA
- Zbigniew Brzezinki - The Failed Mission, New York Times Magazine, 18 aprilie 1982
- Hamilton Jordan - Crisis: The Last Year of he Carter Presidency, G. P. Putnam's Sons, New York, 1982
- Capt. Paul B. Ryan - The Iranian Rescue Mission, U.S. Naval Institute Press, Annapolis MD, 1985
- Lenahan, Rod (1998). Crippled Eagle: A Historical Perspective Of U.S. Special Operations 1976-1996. Narwhal Press. ISBN 1-886391-22-x Verificați valoarea |isbn=: invalid character (ajutor).
- Haney, Eric (2002). Inside Delta Force: The Story Of America's Elite Counter Terrorist Unit. Random House. ISBN 0-385-33603-9.
- Bowden, Mark (2006). Guests Of The Ayatollah: The First Battle In America's War With Militant Islam. Atlantic Monthly Press. ISBN 0-87113-925-1.